# Sagittarius-Arm
Der Carina-Sagittarius-Arm (auch als Sagittarius-Arm oder Sagittarius-Carina-Arm bekannt) ist ein kleiner Spiralarm der Galaxie Milchstraße. Der Carina-Sagittarius-Arm ist einer der am deutlichsten sichtbaren Arme, da sich gigantische molekulare Wolken und viele junge Sterne in ihm befinden.
Die Milchstraße ist eine Balkenspiralgalaxie. Der Carina-Sagittarius-Arm befindet sich zwischen dem Scutum-Centaurus-Arm, der näher zum Zentrum der Galaxie liegt, und dem Perseusarm, der weiter entfernt vom Zentrum liegt. Er ist so benannt worden, weil der Arm seinen Ursprung in der Nähe zum Sternbild Schütze (Sagittarius) und dem Kiel des Schiffs hat.
Der Carina-Sagittarius-Arm lässt sich in die beiden Teile Carina und Sagittarius unterteilen.

## Sichtbare Objekte
Eine Reihe von Messierobjekten und weitere Objekte, die mit Amateurteleskopen erkennbar sind, befinden sich im Sagittarius-Arm:
- M8, der Lagunennebel
- Wildentenhaufen
- M16, der Adlernebel
- M17, der Omeganebel
- Messier 18
- M20, der Trifidnebel
- Messier 21
- Messier 24
- Messier 26
- Messier 55
- Carinanebel